# Fizikusok listája
Ezen a lapon a nevezetes magyar és külföldi fizikusok listája található.

## Magyar fizikusok
| Név                       | Élete     | Foglalkozása/Díjazása                 |
| ------------------------- | --------- | ------------------------------------- |
| Abt Antal                 | 1828–1902 | geofizikus                            |
| Ács Ernő                  | 1907–1991 |                                       |
| Ádám Antal                | 1929–2025 | geofizikus                            |
| Ágoston Hugó              | 1944–     |                                       |
| Akin Károly               | 1830–1893 |                                       |
| Balázs Lajos              | 1941–     |                                       |
| Balázs Nándor             | 1926–2003 |                                       |
| Balogh László             | 1914–1976 |                                       |
| Barabás Béla              | 1911–?    |                                       |
| Barabási Albert László    | 1967–     |                                       |
| Barna B. Péter            | 1928–     |                                       |
| Barnóthy Jenő             | 1904–1996 |                                       |
| Barta György              | 1915–1992 | geofizikus                            |
| Bartoniek Géza            | 1854–1930 | fizikatanár                           |
| Bay Zoltán                | 1900–1992 |                                       |
| Bedrossian Péter          | 1926–2015 |                                       |
| Békésy György             | 1899–1972 | biofizikus                            |
| Berényi Dénes             | 1928–2012 |                                       |
| Bierbauer Lipót Ferenc    | 1841–1917 |                                       |
| Biró Gábor                | 1925–2007 |                                       |
| Bódi Sándor               | 1925–2022 |                                       |
| Bodó Zalán                | 1920–1990 |                                       |
| Bor Pál                   | 1919–2004 | fizikatanár                           |
| Bor Zsolt                 | 1949–     |                                       |
| Both Előd                 | 1952–     |                                       |
| Bozóky László             | 1911–1995 |                                       |
| Bródy Imre                | 1891–1944 |                                       |
| Budó Ágoston              | 1914–1969 |                                       |
| Csabai István             | 1965–     |                                       |
| Császár Elemér            | 1891–1955 |                                       |
| Cser László               | 1936–2017 |                                       |
| Csernai László Pál        | 1949–     |                                       |
| Csikai Gyula              | 1930–2021 |                                       |
| Csorba József             | 1789–1858 |                                       |
| Dallos András             | 1921–2012 |                                       |
| Damjanovich Sándor        | 1936–2017 | biofizikus                            |
| Daróczi-Szabó Árpád       | 1943–2000 |                                       |
| Dezső Ervin               | 1913–1995 |                                       |
| Domokos Gábor             | 1933–     |                                       |
| Dusza János               | 1952–     |                                       |
| Egyed László (geofizikus) | 1914–1970 | geofizikus                            |
| Egyed László (fizikus)    | ?         | fizikus, a Csodák Palotája igazgatója |
| Eötvös Loránd             | 1848–1919 | geofizikus                            |
| Élő Árpád                 | 1903–1992 |                                       |
| Faigel Gyula              | 1954–     |                                       |
| Farkas Gyula              | 1847–1930 |                                       |
| Farkas Henrik             | 1942–2005 |                                       |
| Fazekas Patrik            | 1945–2007 |                                       |
| George Feher              | 1924–2017 |                                       |
| Fényes Imre               | 1917–1977 |                                       |
| Fenyves Ervin             | 1924–2014 |                                       |
| Ferenczi György           | 1946–1993 |                                       |
| Forró László              | 1955–     |                                       |
| Földi Tivadar             | 1932–2006 |                                       |
| Frei Zsolt                | 1965–     |                                       |
| Fröhlich Izidor           | 1853–1931 |                                       |
| Fröhlich Pál              | 1889–1949 |                                       |
| Gaál Sándor               | 1885–1972 |                                       |
| Gábor Dénes               | 1900–1979 | Nobel-díjas                           |
| Gábos Zoltán              | 1924–2018 |                                       |
| Gáspár Rezső              | 1921–2001 |                                       |
| Goldmark Péter Károly     | 1906–1977 |                                       |
| Gombás Pál                | 1909–1971 |                                       |
| Gottlieb János            | 1929–2011 |                                       |
| Greguss Gyula             | 1829–1869 |                                       |
| Grenács László            | 1933–2017 |                                       |
| Grossmann Gusztáv         | 1878–1957 |                                       |
| Grossmann Ignác           | 1823–1866 |                                       |
| Gyarmati István           | 1929–2002 |                                       |
| Győrffy Balázs            | 1938–2012 |                                       |
| Györgyi Géza              | 1930–1973 |                                       |
| Gyulai József             | 1933–2021 |                                       |
| Gyulai Zoltán             | 1887–1968 |                                       |
| Gyulassy Miklós           | 1949–     |                                       |
| Hajdu János               | 1934–     |                                       |
| Hajnal Zoltán             | 1933–     |                                       |
| Hasenfratz Péter          | 1946–2016 |                                       |
| Hatvani István            | 1718–1786 |                                       |
| Hebling János             | 1954–     |                                       |
| Hédervári Péter           | 1931–1984 | geofizikus                            |
| Hegedűs Imre              | 1931–     |                                       |
| Heinrich László           | 1910–1985 |                                       |
| Hell Miksa                | 1720–1792 |                                       |
| Heller Ágost              | 1843–1902 |                                       |
| Holenda Barnabás          | 1896–1967 |                                       |
| Holics László             | 1931–     | fizikatanár                           |
| Homoródi Lajos            | 1911–1982 | geofizikus                            |
| Hoór-Tempis Móric         | 1867–1944 |                                       |
| Horthy István             | 1941–     |                                       |
| Horváth István            | 1963–     | csillagász                            |
| Horváth Zalán             | 1943–2011 |                                       |
| Hraskó Péter              | 1933–     |                                       |
| Huszár Rudolf             | 1941–     |                                       |
| Izsák Imre                | 1929–1965 |                                       |
| Jáki Szaniszló            | 1924–2009 |                                       |
| Jánosi Marcell            | 1931–2011 |                                       |
| Jánossy András            | 1944–     |                                       |
| Jánossy Lajos             | 1912–1978 |                                       |
| Janszky József            | 1943–2018 |                                       |
| Jaszlinszky András        | 1715–1783 |                                       |
| Jedlik Ányos              | 1800–1895 |                                       |
| Jendrassik Jenő           | 1824–1891 | biofizikus                            |
| Jenkovszky László         | 1942–     |                                       |
| Jeszenszky Ferenc         | 1932–2011 |                                       |
| Kántás Károly             | 1912–1991 | geofizikus                            |
| Kármán Tódor              | 1881–1963 |                                       |
| Károly Iréneusz József    | 1854–1929 | fizikatanár                           |
| Katona László             | 1939–     |                                       |
| Kelemen Frigyes           | 1924–1979 |                                       |
| Keller András             | 1925–1999 | biofizikus                            |
| Kertész János             | 1950–     |                                       |
| Keszthelyi Lajos          | 1927–2022 | biofizikus                            |
| Kiss Ádám                 | 1942–     |                                       |
| Kiss Árpád                | 1916–1958 |                                       |
| Kiss Dezső                | 1929–2001 |                                       |
| Klug Nándor               | 1845–1909 | biofizikus                            |
| Klupathy Jenő             | 1861–1931 |                                       |
| Koch Ferenc               | 1925–1996 |                                       |
| Kolbenheyer Tibor         | 1917–1993 | geofizikus                            |
| Kollár János              | 1945–2011 |                                       |
| Konkoly Thege Miklós      | 1842–1916 |                                       |
| Kónya Albert              | 1917–1988 |                                       |
| Kovács István             | 1913–1996 |                                       |
| Kovács Kálmán             | 1937–1989 |                                       |
| Kövesligethy Radó         | 1862–1934 | geofizikus                            |
| Krausz Ferenc             | 1962–     |                                       |
| Kroó Norbert              | 1934–     |                                       |
| Kruspér István            | 1818–1905 | geofizikus                            |
| Kunfalvi Rezső            | 1905–1998 | fizikatanár                           |
| Kuti Gyula                | 1940–     |                                       |
| Kürti Miklós              | 1908–1998 |                                       |
| Lapohos János             | 1929–2010 |                                       |
| Lánczos Kornél            | 1893–1974 |                                       |
| László Tihamér            | 1910–1986 |                                       |
| Lénárd Fülöp              | 1862–1947 | Nobel-díjas                           |
| Lovas István              | 1931–2014 |                                       |
| Lovas Rezső               | 1946–     |                                       |
| Lukács Béla               | 1947–     |                                       |
| Makó Pál                  | 1723–1793 |                                       |
| Márton Péter              | 1934–     | geofizikus                            |
| Marx György               | 1927–2002 |                                       |
| Meskó Attila              | 1940–2008 | geofizikus                            |
| Mezei Ferenc              | 1942–     |                                       |
| Mihály György             | 1951–     |                                       |
| Mikola Sándor             | 1871–1945 | fizikatanár                           |
| Mócsy Ildikó              | 1943–     |                                       |
| Nagy Elemér               | 1920–2000 |                                       |
| Nagy F. András            | 1932–     |                                       |
| Nagy Ferenc               | 1935–     | fizikai szakíró                       |
| Nagy Károly               | 1926–2016 |                                       |
| Náray Zsolt               | 1927–1995 |                                       |
| Néda Árpád                | 1937–     |                                       |
| Néda Zoltán               | 1964–     |                                       |
| Németh Judit              | 1932–2019 |                                       |
| Neugebauer Tibor          | 1904–1977 |                                       |
| Neumann János             | 1903–1957 |                                       |
| Novobátzky Károly         | 1884–1967 |                                       |
| Ormos Pál                 | 1951–     |                                       |
| Orován Egon               | 1901–1989 |                                       |
| Ortvay Rudolf             | 1885–1945 |                                       |
| Öveges József             | 1895–1979 |                                       |
| Paál György               | 1934–1992 |                                       |
| Pál Lénárd                | 1925–2019 |                                       |
| Palágyi Menyhért          | 1859–1924 |                                       |
| Pálinkás Gábor            | 1941–     |                                       |
| Pálinkás József           | 1952–     |                                       |
| Patai Imre                | 1894–1949 |                                       |
| Patkós András             | 1947–     |                                       |
| Pekár Dezső               | 1873–1953 | geofizikus                            |
| Pető Mária                | ?         |                                       |
| Pfeiffer Péter            | 1862–1947 |                                       |
| Pogány Béla               | 1887–1943 |                                       |
| Polányi János             | 1929–     | Kémiai Nobel-díjas                    |
| Polányi Mihály            | 1891–1976 |                                       |
| Polónyi János             | 1953–     |                                       |
| Puskás Ferenc             | 1929–2017 |                                       |
| Rácz Zoltán               | 1946–     |                                       |
| Radnai Gyula              | 1939–2021 | fizikatanár                           |
| Rátz László               | 1863–1930 | fizikatanár                           |
| Rédey István              | 1898–1968 | geofizikus                            |
| Regéczi Nagy Imre         | 1853–1891 | biofizikus                            |
| Renner János              | 1889–1976 | geofizikus                            |
| Réthy Mór                 | 1848–1925 |                                       |
| Ribár Béla                | 1930–2006 | krisztallográfus                      |
| Rybach László             | 1935–     |                                       |
| Rybár István              | 1886–1971 | geofizikus                            |
| Schay Géza                | 1900–1991 |                                       |
| Schenzl Guidó             | 1823–1890 | geofizikus                            |
| Schmid Rezső              | 1904–1943 |                                       |
| Schuller Alajos           | 1845–1920 |                                       |
| Segner János András       | 1704–1777 |                                       |
| Selényi Pál               | 1882–1954 |                                       |
| Selinger Sándor           | 1945–     |                                       |
| Simonyi Károly            | 1916–2001 | fizikatanár                           |
| Sólyom Jenő               | 1940–     |                                       |
| Spenik Ottó               | 1938–     |                                       |
| Stegena Lajos             | 1921–1997 | geofizikus                            |
| Steiner Lajos             | 1871–1944 |                                       |
| Stoczek József            | 1819–1890 |                                       |
| Szabó Ferenc              | 1926–2002 |                                       |
| Szabó Gábor               | 1954–     |                                       |
| Szabó Zoltán Gábor        | 1908–1995 |                                       |
| Szalay A. Sándor          | 1949–     |                                       |
| Szalay Sándor             | 1909–1987 |                                       |
| Szép Iván                 | 1922–2002 |                                       |
| Szépfalusy Péter          | 1931–2014 |                                       |
| Szilárd Leó               | 1889–1964 | biofizikus                            |
| Szily Kálmán              | 1838–1924 |                                       |
| Tangl Károly              | 1869–1940 |                                       |
| Tárczy-Hornoch Antal      | 1900–1986 |                                       |
| Tarján Imre               | 1912–2000 |                                       |
| Telegdi Bálint            | 1922–2006 | Wolf-díjas                            |
| Telkes Mária              | 1900–1995 |                                       |
| Teller Ede                | 1908–2003 |                                       |
| Tigyi József              | 1926–2016 | biofizikus                            |
| Tihanyi Kálmán            | 1897–1947 |                                       |
| Tisza László              | 1907–2009 |                                       |
| Toró Tibor                | 1931–2010 |                                       |
| Trócsányi Zoltán          | 1961–     |                                       |
| Vermes Miklós             | 1905–1990 | fizikatanár                           |
| Verő József               | 1933–     | geofizikus                            |
| Vicsek Tamás              | 1948–     | biofizikus                            |
| Vincze Imre               | 1944–     |                                       |
| Virághalmy Géza           | 1932–2019 |                                       |
| Wigner Jenő               | 1902–1995 | Nobel-díjas                           |
| Winter Ernő               | 1897–1971 |                                       |
| Wittmann Ferenc           | 1860–1932 |                                       |
| Wodetzky József           | 1872–1956 |                                       |
| Závodszky Péter           | 1939–     | biofizikus                            |
| Zawadowski Alfréd         | 1936–2017 |                                       |
| Zemplén Győző             | 1879–1916 |                                       |
| Zimányi József            | 1931–2006 |                                       |

## Külföldi fizikusok
| Név                                             | Élete               | Nemzetisége                              | Díjazása    |
| ----------------------------------------------- | ------------------- | ---------------------------------------- | ----------- |
| Ernst Karl Abbe                                 | 1840–1905           | német                                    |             |
| Alekszej Alekszejevics Abrikoszov               | 1928–2017           | orosz                                    | Nobel-díjas |
| Jevgenyij Olegovics Adamov                      | 1939–               | orosz                                    |             |
| Howard H. Aiken                                 | 1900–1973           | amerikai                                 |             |
| Zsoresz Ivanovics Alfjorov                      | 1930–2019           | orosz-francia                            | Nobel-díjas |
| Hannes Olof Gösta Alfvén                        | 1908–1995           | svéd                                     | Nobel-díjas |
| Maurice Allais                                  | 1911–2010           | francia                                  |             |
| Samuel King Allison                             | 1900–1965           | amerikai                                 |             |
| Luis Walter Alvarez                             | 1911–1988           | amerikai                                 | Nobel-díjas |
| André-Marie Ampère                              | 1775–1836           | francia                                  |             |
| Carl David Anderson                             | 1905–1991           | amerikai                                 | Nobel-díjas |
| Philip Warren Anderson                          | 1923–2020           | amerikai                                 | Nobel-díjas |
| Anders Jonas Ångström                           | 1814–1874           | svéd                                     |             |
| Edward Victor Appleton                          | 1892–1965           | brit                                     | Nobel-díjas |
| François Arago                                  | 1786–1853           | francia                                  |             |
| Arisztarkhosz                                   | i. e. 310 – kb. 230 | szamoszi görög                           |             |
| Arisztotelész                                   | i. e. 384–322       | athéni görög                             |             |
| Arkhimédész                                     | kb. i. e. 287–212   | szürakuszai-i görög                      |             |
| Arthur Ashkin                                   | 1922–2020           | amerikai                                 | Nobel-díjas |
| Francis William Aston                           | 1877–1945           | brit                                     |             |
| Amedeo Avogadro                                 | 1776–1856           | olasz                                    |             |
| Victor Babeș                                    | 1854–1926           | román                                    |             |
| Johann Jakob Balmer                             | 1825–1898           | svájci                                   |             |
| John Bardeen                                    | 1908–1991           | amerikai                                 | Nobel-díjas |
| Barry Barish                                    | 1936–               | amerikai                                 | Nobel-díjas |
| Charles Glover Barkla                           | 1877–1944           | brit                                     | Nobel-díjas |
| Samuel Jackson Barnett                          | 1873–1956           | amerikai                                 |             |
| Laura Maria Caterina Bassi                      | 1711–1778           | olasz                                    |             |
| Nyikolaj Gennagyijevics Baszov                  | 1922–2001           | orosz                                    |             |
| Henri Becquerel                                 | 1852–1908           | francia                                  | Nobel-díjas |
| Jean Becquerel                                  | 1878–1953           | francia                                  |             |
| Johannes Georg Bednorz                          | 1950–               | német                                    | Nobel-díjas |
| John Stewart Bell                               | 1928–1990           | angol                                    |             |
| Gregory Benford                                 | 1941–               | amerikai                                 |             |
| Daniel Bernoulli                                | 1700–1782           | holland-svájci                           |             |
| Hans Bethe                                      | 1906–2005           | német                                    | Nobel-díjas |
| Gerd Binnig                                     | 1947–               | német                                    | Nobel-díjas |
| Jean-Baptiste Biot                              | 1774–1862           | francia                                  |             |
| Raymond T. Birge                                | 1887–1980           | amerikai                                 |             |
| Vilhelm Bjerknes                                | 1862–1951           | norvég                                   |             |
| Patrick Blackett                                | 1897–1947           | angol                                    | Nobel-díjas |
| Felix Bloch                                     | 1905–1983           | svájci                                   | Nobel-díjas |
| Nicolaas Bloembergen                            | 1920–2017           | holland-amerikai                         | Nobel-díjas |
| David Bohm                                      | 1917–1992           | amerikai                                 |             |
| Aage Niels Bohr                                 | 1922–2009           | dán                                      | Nobel-díjas |
| Niels Bohr                                      | 1885–1962           | dán                                      | Nobel-díjas |
| Ludwig Boltzmann                                | 1844–1906           | osztrák                                  |             |
| Max Born                                        | 1882–1970           | német                                    | Nobel-díjas |
| Rudjer Josip Boscovic                           | 1711–1787           | horvát                                   |             |
| Satyendra Nath Bose                             | 1894–1974           | indiai                                   |             |
| Walther Bothe                                   | 1891–1957           | német                                    | Nobel-díjas |
| Pierre Bouguer                                  | 1698–1758           | francia                                  |             |
| Robert Boyle                                    | 1627–1691           | ír-angol                                 |             |
| Willard Boyle                                   | 1924–2011           | Nobel-díjas                              |             |
| William Henry Bragg                             | 1862–1942           | angol                                    |             |
| William Lawrence Bragg                          | 1890–1971           | angol                                    | Nobel-díjas |
| Walter Houser Brattain                          | 1902–1987           | amerikai                                 | Nobel-díjas |
| Karl Ferdinand Braun                            | 1850–1918           | német                                    | Nobel-díjas |
| Wernher von Braun                               | 1912–1977           | német                                    |             |
| David Brewster                                  | 1781–1868           | angol                                    |             |
| Percy Williams Bridgman                         | 1882–1961           | amerikai                                 | Nobel-díjas |
| Bertram Brockhouse                              | 1918–2003           | kanadai                                  | Nobel-díjas |
| Thomas Townsend Brown                           | 1905–1985           | amerikai                                 |             |
| Viktor Jakovlevics Bunyakovszkij                | 1804–1889           | orosz                                    |             |
| Robert Wilhelm Bunsen                           | 1811–1899           | német                                    |             |
| Nicolás Cabrera                                 | 1913–1989           |                                          |             |
| William Wallace Campbell                        | 1862–1938           | amerikai                                 |             |
| Fritjof Capra                                   | 1939–               | osztrák-amerikai                         |             |
| Lazare Carnot                                   | 1753–1823           | francia                                  |             |
| Nicolas Carnot                                  | 1796–1832           | francia                                  |             |
| Henry Cavendish                                 | 1731–1810           | brit                                     |             |
| Valentin Ceaușescu                              | 1948–               | román                                    |             |
| James Chadwick                                  | 1891–1974           | brit                                     | Nobel-díjas |
| Owen Chamberlain                                | 1920–2006           | amerikai                                 | Nobel-díjas |
| Subrahmanyan Chandrasekhar                      | 1910–1995           | indiai                                   | Nobel-díjas |
| Georges Charpak                                 | 1924–2010           | francia                                  | Nobel-díjas |
| Ernst Chladni                                   | 1756–1827           | német                                    |             |
| Elwin Bruno Christoffel                         | 1829–1900           | német                                    |             |
| Steven Chu                                      | 1948–               | amerikai                                 | Nobel-díjas |
| Giovanni Ciccotti                               | 1943–               | olasz                                    |             |
| Rudolf Clausius                                 | 1822–1888           | német                                    |             |
| John Cockcroft                                  | 1897–1967           | angol                                    | Nobel-díjas |
| Claude Cohen-Tannoudji                          | 1933–               | francia                                  | Nobel-díjas |
| Arthur Compton                                  | 1892–1962           | amerikai                                 | Nobel-díjas |
| Leon Cooper                                     | 1930–               | amerikai                                 | Nobel-díjas |
| Eric Allin Cornell                              | 1961–               | amerikai                                 | Nobel-díjas |
| Marie Alfred Cornu                              | 1841–1902           | francia                                  |             |
| Clyde L. Cowan                                  | 1919–1974           | amerikai                                 |             |
| Timothy Creamer                                 | 1959–               | amerikai                                 |             |
| William Crookes                                 | 1832–1919           | angol                                    |             |
| James Cronin                                    | 1931–2016           | amerikai                                 | Nobel-díjas |
| Marie Curie                                     | 1867–1934           | francia                                  | Nobel-díjas |
| Pierre Curie                                    | 1859–1906           | francia                                  | Nobel-díjas |
| Pavel Alekszejevics Cserenkov                   | 1904–1990           | orosz                                    | Nobel-díjas |
| Daniel Chee Csui                                | 1939–               | kínai-amerikai                           | Nobel-díjas |
| Gustaf Dalén                                    | 1869–1937           | svéd                                     | Nobel-díjas |
| Jean le Rond d’Alembert                         | 1717–1783           | francia                                  |             |
| John Dalton                                     | 1766–1844           | brit                                     |             |
| Charles Galton Darwin                           | 1887–1962           |                                          |             |
| Paul Davies                                     | 1946–               | brit                                     |             |
| Raymond Davis                                   | 1914–2006           | amerikai                                 | Nobel-díjas |
| Clinton Davisson                                | 1881–1958           | amerikai                                 | Nobel-díjas |
| Louis-Victor de Broglie                         | 1892–1987           | francia                                  | Nobel-díjas |
| Charles Augustin de Coulomb                     | 1736–1806           | francia                                  |             |
| Pierre-Gilles de Gennes                         | 1932–2007           | francia                                  | Nobel-díjas |
| Wander Johannes de Haas                         | 1878–1960           | holland                                  |             |
| Jean de Hautefeuille                            | 1647–1724           |                                          |             |
| Hans Georg Dehmelt                              | 1922–2017           | német                                    | Nobel-díjas |
| Démokritosz                                     | kb. i. e. 460–360   | görög (Abdera)                           |             |
| Simon van der Meer                              | 1925–2011           | holland                                  | Nobel-díjas |
| Alwyn Van der Merwe                             | 1927–               | dél-afrikai-amerikai                     |             |
| Johannes van der Waals                          | 1837–1923           | holland                                  | Nobel-díjas |
| Bryce DeWitt                                    | 1923–2004           | amerikai                                 |             |
| James Dewar                                     | 1842–1923           | angol                                    |             |
| Franklin Chang Díaz                             | 1950–               | amerikai                                 |             |
| Paul Dirac                                      | 1902–1984           | brit                                     | Nobel-díjas |
| Anatolij Dnyeprov                               | 1919–1975           | orosz                                    |             |
| Revaz Dogonadze                                 | 1931–1985           | orosz-grúz                               |             |
| Christian Doppler                               | 1803–1853           | osztrák                                  |             |
| Paul Drude                                      | 1863–1906           | német                                    |             |
| Freeman Dyson                                   | 1923–2020           | amerikai                                 |             |
| William Eccles                                  | 1875–1966           | angol                                    |             |
| Arthur Stanley Eddington                        | 1882–1944           | brit                                     |             |
| Thomas Alva Edison                              | 1847–1931           | amerikai                                 |             |
| Paul Ehrenfest                                  | 1880–1933           | osztrák-holland                          |             |
| Felix Ehrenhaft                                 | 1879–1952           | osztrák-amerikai                         |             |
| Albert Einstein                                 | 1879–1955           | német                                    | Nobel-díjas |
| François Englert                                | 1932–               | belga                                    | Nobel-díjas |
| Georg Adolf Erman                               | 1806–1877           | német                                    |             |
| Johann Erxleben                                 | 1744–1777           | német                                    |             |
| Leo Esaki                                       | 1925–               | japán                                    | Nobel-díjas |
| Ernest Esclangon                                | 1876–1954           | francia                                  |             |
| Louis Essen                                     | 1908–1997           | angol                                    |             |
| Andreas von Ettingshausen                       | 1796–1878           | osztrák                                  |             |
| Leonhard Euler                                  | 1707–1783           | svájci                                   |             |
| Hugh Everett                                    | 1930–1982           | amerikai                                 |             |
| James Alfred Ewing                              | 1855–1935           | angol                                    |             |
| Daniel Gabriel Fahrenheit                       | 1686–1736           | német                                    |             |
| Michael Faraday                                 | 1791–1867           | brit                                     |             |
| Gustav Fechner                                  | 1801–1887           | német                                    |             |
| Enrico Fermi                                    | 1901–1954           | olasz                                    | Nobel-díjas |
| Albert Fert                                     | 1938–               | francia                                  | Nobel-díjas |
| Herman Feshbach                                 | 1917–2000           | amerikai                                 |             |
| Richard Feynman                                 | 1918–1988           | amerikai                                 | Nobel-díjas |
| David Finkelstein                               | 1929–2016           | amerikai                                 |             |
| Val Logsdon Fitch                               | 1923–2015           | amerikai                                 | Nobel-díjas |
| George Francis FitzGerald                       | 1851–1901           | ír                                       |             |
| Hippolyte Fizeau                                | 1819–1896           | francia                                  |             |
| John Ambrose Fleming                            | 1849–1945           | brit                                     |             |
| Vlagyimir Alekszandrovics Fock                  | 1898–1974           | orosz                                    |             |
| James David Forbes                              | 1809–1868           | angol                                    |             |
| Léon Foucault                                   | 1819–1868           | francia                                  |             |
| Joseph Fourier                                  | 1768–1830           | francia                                  |             |
| William Alfred Fowler                           | 1911–1995           | amerikai                                 | Nobel-díjas |
| James Franck                                    | 1882–1964           | német–amerikai                           | Nobel-díjas |
| Ilja Frank                                      | 1908–1990           | angol                                    | Nobel-díjas |
| Benjamin Franklin                               | 1706–1790           | amerikai                                 |             |
| Joseph von Fraunhofer                           | 1787–1826           | német                                    |             |
| Augustin-Jean Fresnel                           | 1788–1827           | francia                                  |             |
| B. Roy Frieden                                  | 1936–               | amerikai                                 |             |
| Jerome Isaac Friedman                           | 1930–               | amerikai                                 | Nobel-díjas |
| Harald Fuchs                                    | 1951–               | német                                    |             |
| Daniel Carleton Gajdusek                        | 1923–2008           | amerikai                                 |             |
| Galileo Galilei                                 | 1564–1642           | olasz                                    |             |
| Luigi Galvani                                   | 1737–1798           | olasz                                    |             |
| George Gamow                                    | 1904–1968           | amerikai                                 |             |
| Carl Friedrich Gauss                            | 1777–1855           | német                                    |             |
| Joseph Louis Gay-Lussac                         | 1778–1850           | francia                                  |             |
| Andre Geim                                      | 1958–               | orosz                                    | Nobel-díjas |
| Murray Gell-Mann                                | 1929–2019           | amerikai                                 | Nobel-díjas |
| Riccardo Giacconi                               | 1931–2018           | olasz-amerikai                           | Nobel-díjas |
| Ivar Giaever                                    | 1929–               | norvég-amerikai                          | Nobel-díjas |
| Josiah Willard Gibbs                            | 1839–1903           | amerikai                                 |             |
| William Gilbert                                 | 1544–1603           | angol                                    |             |
| Vitalij Lazarevics Ginzburg                     | 1916–2009           | orosz                                    | Nobel-díjas |
| Gian Francesco Giudice                          | 1961–               | olasz                                    |             |
| Donald Arthur Glaser                            | 1926–2013           | amerikai                                 | Nobel-díjas |
| Sheldon Lee Glashow                             | 1932–               | amerikai                                 | Nobel-díjas |
| Maria Goeppert-Mayer                            | 1906–1972           | német–amerikai                           | Nobel-díjas |
| Hermann Günther Grassmann                       | 1809–1877           | német                                    |             |
| Brian Greene                                    | 1963–               | amerikai                                 |             |
| John Gribbin                                    | 1946–               | angol                                    |             |
| David Jonathan Gross                            | 1941–               | amerikai                                 | Nobel-díjas |
| Johann August Grunert                           | 1797–1872           | német                                    |             |
| Peter Grünberg                                  | 1939–2018           | német                                    | Nobel-díjas |
| Alessio Guarino                                 | 1970–               |                                          |             |
| Otto von Guericke                               | 1602–1686           | német                                    |             |
| Charles Edouard Guillaume                       | 1861–1931           | svájci                                   | Nobel-díjas |
| Feza Gürsey                                     | 1921–1992           | török                                    |             |
| Martin Gutzwiller                               | 1925–2014           | svájci                                   |             |
| Rudolf Haag                                     | 1922–2016           | német                                    |             |
| Gotthilf Hagen                                  | 1797–1884           | német                                    |             |
| Duncan Haldane                                  | 1951                | brit                                     | Nobel-díjas |
| Edwin Hall                                      | 1855–1938           | amerikai                                 |             |
| John Lewis Hall                                 | 1934–               | amerikai                                 | Nobel-díjas |
| William Rowan Hamilton                          | 1805–1865           | ír                                       |             |
| Theodor Wolfgang Hänsch                         | 1941–               | német                                    | Nobel-díjas |
| Peter Andreas Hansen                            | 1795–1874           | dán                                      |             |
| William Webster Hansen                          | 1909–1949           | amerikai                                 |             |
| Douglas Hartree                                 | 1897–1958           | angol                                    |             |
| Stephen Hawking                                 | 1942–2018           | brit                                     |             |
| Oliver Heaviside                                | 1850–1925           | angol                                    |             |
| Joachim Heintze                                 | 1926–2012           | német                                    |             |
| Werner Heisenberg                               | 1901–1976           | német                                    | Nobel-díjas |
| Walter Heitler                                  | 1904–1981           | német–ír                                 |             |
| Hermann Ludwig von Helmholtz                    | 1821–1894           | német                                    |             |
| Joseph Henry                                    | 1797–1878           | amerikai                                 |             |
| Héraklidész                                     | i. e. 387–312       | görög                                    |             |
| John Herapath                                   | 1790–1868           | angol                                    |             |
| Carl Hermann                                    | 1898–1961           | német                                    |             |
| Gustav Hertz                                    | 1887–1975           | német                                    | Nobel-díjas |
| Heinrich Rudolf Hertz                           | 1857–1894           | német                                    |             |
| Victor Francis Hess                             | 1883–1964           | osztrák-amerikai                         | Nobel-díjas |
| Antony Hewish                                   | 1924–2021           | angol                                    | Nobel-díjas |
| Peter Higgs                                     | 1929–2024           | angol                                    |             |
| George William Hill                             | 1838–1914           | amerikai                                 |             |
| Gustave-Adolphe Hirn                            | 1815–1890           | francia                                  |             |
| Dorothy Hodgkin                                 | 1910–1994           | angol                                    |             |
| Robert Hofstadter                               | 1915–1990           | amerikai                                 | Nobel-díjas |
| Robert Hooke                                    | 1635–1703           | brit                                     |             |
| Fritz Houtermans                                | 1903–1996           | holland-német                            |             |
| John H. Hubbell                                 | 1925–2007           | amerikai                                 |             |
| Russell Alan Hulse                              | 1950–               | amerikai                                 | Nobel-díjas |
| Friedrich Hund                                  | 1896–1997           | német                                    |             |
| Christian Huygens                               | 1629–1695           | holland                                  |             |
| Kees Immink                                     | 1946–               | holland                                  |             |
| Jang Csen-ning                                  | 1922–               | kínai-amerikai                           | Nobel-díjas |
| Ali Javan                                       | 1928–               | iráni                                    |             |
| Edwin Jaynes                                    | 1922–1998           | amerikai                                 |             |
| Johannes Jensen                                 | 1907–1973           | német                                    | Nobel-díjas |
| Frédéric Joliot-Curie                           | 1900–1958           | francia                                  |             |
| Irène Joliot-Curie                              | 1897–1956           | francia                                  |             |
| Brian David Josephson                           | 1940–               | brit                                     | Nobel-díjas |
| James Prescott Joule                            | 1818–1889           | brit                                     |             |
| Jukava Hideki                                   | 1907–1981           | japán                                    | Nobel-díjas |
| Michio Kaku                                     | 1947–               | amerikai                                 |             |
| Charles Kuen Kao                                | 1933–2018           | kínai származású hongkongi-brit-amerikai | Nobel-díjas |
| Pjotr Kapica                                    | 1894–1984           | orosz                                    | Nobel-díjas |
| Julij Kariton                                   | 1904–1996           | orosz                                    |             |
| Alfred Kastler                                  | 1902–1984           | francia                                  | Nobel-díjas |
| Abraham Gotthelf Kästner                        | 1719–1800           | német                                    |             |
| Henry Way Kendall                               | 1926–1999           | amerikai                                 | Nobel-díjas |
| John Kerr                                       | 1824–1907           | angol                                    |             |
| Johannes Kepler                                 | 1571–1630           | német                                    |             |
| Wolfgang Ketterle                               | 1957–               | német                                    | Nobel-díjas |
| Jack Kilby                                      | 1923–2005           | amerikai                                 | Nobel-díjas |
| Gustav Robert Kirchhoff                         | 1824–1887           | német                                    |             |
| Hagen Kleinert                                  | 1941–               | német                                    |             |
| Klaus von Klitzing                              | 1943–               | német                                    | Nobel-díjas |
| J. Michael Kosterlitz                           | 1943–               | brit-amerikai, Nobel-díjas               |             |
| Kobajasi Makoto                                 | 1944–               | japán                                    | Nobel-díjas |
| Kosiba Maszatosi                                | 1926–2020           | japán                                    | Nobel-díjas |
| Herbert Kroemer                                 | 1928–               | német                                    | Nobel-díjas |
| August Krönig                                   | 1822–1879           | német                                    |             |
| Thomas Kuhn                                     | 1922–1996           | amerikai                                 |             |
| Shen Kuo                                        | 1031–1095           | kínai                                    |             |
| Igor Vasziljevics Kurcsatov                     | 1903–1960           | orosz                                    |             |
| Behram Kurşunoğlu                               | 1922–2003           | török                                    |             |
| Polykarp Kusch                                  | 1911–1993           | német                                    | Nobel-díjas |
| Joseph-Louis Lagrange                           | 1736–1813           | olasz-francia                            |             |
| Willis Lamb                                     | 1913–2008           | amerikai                                 | Nobel-díjas |
| Lev Davidovics Landau                           | 1908–1968           | orosz                                    | Nobel-díjas |
| Irving Langmuir                                 | 1851–1957           | amerikai                                 |             |
| Max von Laue                                    | 1879–1960           | német                                    | Nobel-díjas |
| Robert Betts Laughlin                           | 1950–               | amerikai                                 | Nobel-díjas |
| Ernest Lawrence                                 | 1901–1958           | amerikai                                 | Nobel-díjas |
| Leon Max Lederman                               | 1922–2018           | amerikai                                 | Nobel-díjas |
| Benjamin Lee                                    | 1935–1977           | koreai-amerikai                          |             |
| David Morris Lee                                | 1931–               | amerikai                                 | Nobel-díjas |
| Anthony Leggett                                 | 1938–               | angol-amerikai                           | Nobel-díjas |
| Pjotr Nyikolajevics Legyedev                    | 1866–1912           | orosz                                    |             |
| Gottfried Wilhelm Leibniz                       | 1646–1716           | német                                    |             |
| Heinrich Lenz                                   | 1804–1865           | német                                    |             |
| Georges-Louis Le Sage                           | 1724–1803           | svájci                                   |             |
| John Leslie                                     | 1766–1832           | skót                                     |             |
| Gilbert Newton Lewis                            | 1875–1946           | amerikai                                 |             |
| Li Cseng-tao                                    | 1926–2024           | amerikai                                 | Nobel-díjas |
| Georg Christoph Lichtenberg                     | 1742–1799           | német                                    |             |
| Robert von Lieben                               | 1878–1913           | osztrák                                  |             |
| Gabriel Jonas Lippmann                          | 1845–1921           | francia-luxemburgi                       | Nobel-díjas |
| Karl L. Littrow                                 | 1811–1877           | osztrák                                  |             |
| Alekszandr Mihajlovics Ljapunov                 | 1857–1918           | orosz                                    |             |
| Maurice Loewy                                   | 1833–1907           | osztrák-francia                          |             |
| Robert K. Logan                                 | 1939–               | amerikai                                 |             |
| Mihail Vasziljevics Lomonoszov                  | 1711–1765           | orosz                                    |             |
| Alfred Loomis                                   | 1887–1975           | amerikai                                 |             |
| Hendrik Lorentz                                 | 1853–1928           | holland                                  | Nobel-díjas |
| Ludvig Lorenz                                   | 1829–1891           | dán                                      |             |
| Johann Loschmidt                                | 1821–1895           | német                                    |             |
| Archibald Low                                   | 1888–1956           | angol                                    |             |
| Ernst Mach                                      | 1838–1916           | osztrák                                  |             |
| Theodore Maiman                                 | 1927–2007           | amerikai                                 |             |
| Juan Martín Maldacena                           | 1968–               | argentin                                 |             |
| Étienne Louis Malus                             | 1775–1812           | francia                                  |             |
| Leonyid Iszaakovich Mandelstam                  | 1879–1944           | orosz                                    |             |
| Peter Mansfield                                 | 1933–2017           | brit                                     | Nobel-díjas |
| Guglielmo Marconi                               | 1874–1937           | olasz                                    | Nobel-díjas |
| Henry Margenau                                  | 1901–1977           | német–amerikai                           |             |
| William Markowitz                               | 1907–1998           | amerikai                                 |             |
| Maszkava Tosihide                               | 1940–               | japán                                    | Nobel-díjas |
| John C. Mather                                  | 1946–               | amerikai                                 | Nobel-díjas |
| James Clerk Maxwell                             | 1831–1879           | brit                                     |             |
| Michel Mayor                                    | 1942–               | svájci                                   | Nobel-díjas |
| Arthur B. McDonald                              | 1943–               | kanadai, Nobel-díjas                     |             |
| Ronald E. McNair                                | 1950–1986           | amerikai                                 |             |
| Lise Meitner                                    | 1878–1968           | osztrák                                  |             |
| Macedonio Melloni                               | 1798–1854           |                                          |             |
| Thomas Corwin Mendenhall                        | 1841–1924           | amerikai                                 |             |
| Marin Mersenne                                  | 1588–1648           | francia                                  |             |
| Albert A. Michelson                             | 1852–1931           | amerikai                                 | Nobel-díjas |
| Robert Andrews Millikan                         | 1868–1953           | amerikai                                 | Nobel-díjas |
| Hermann Minkowski                               | 1864–1909           | német                                    |             |
| Richard von Mises                               | 1883–1953           | osztrák                                  |             |
| Andrija Mohorovičić                             | 1857–1936           | horvát                                   |             |
| Jagadeesh Moodera                               | 1950–               | indiai-amerikai                          |             |
| Henry Moseley                                   | 1887–1915           | angol                                    |             |
| Sir Nevill Mott                                 | 1905–1996           | angol                                    | Nobel-díjas |
| Ben Roy Mottelson                               | 1926–2022           | amerikai-dán                             | Nobel-díjas |
| Amédée Mouchez                                  | 1821–1892           | spanyol-francia                          |             |
| Gérard Mourou                                   | 1944–               | francia                                  | Nobel-díjas |
| José Enrique Moyal                              | 1910–1998           | palesztin-francia-angol-amerikai         |             |
| Rudolf Mößbauer                                 | 1929–2011           | német                                    | Nobel-díjas |
| Richard A. Muller                               | 1944–               | amerikai                                 |             |
| Karl Alexander Müller                           | 1927–2023           | svájci                                   | Nobel-díjas |
| Nambu Joicsiro                                  | 1921–2015           | japán-amerikai                           | Nobel-díjas |
| Louis Néel                                      | 1904–2000           | francia                                  | Nobel-díjas |
| Franz Ernst Neumann                             | 1798–1895           | német                                    |             |
| Simon Newcomb                                   | 1835–1909           | amerikai                                 |             |
| Isaac Newton                                    | 1642–1727           | brit                                     |             |
| Paul Nipkow                                     | 1860–1940           | német                                    |             |
| Leopoldo Nobili                                 | 1784–1835           | olasz                                    |             |
| Emmy Noether                                    | 1882–1935           | német                                    |             |
| Konsztantyin Novoszjolov                        | 1974–               | orosz                                    | Nobel-díjas |
| Hermann Oberth                                  | 1894–1989           | német                                    |             |
| Georg Simon Ohm                                 | 1789–1854           | német                                    |             |
| Heinrich Wilhelm Olbers                         | 1758–1840           | német                                    |             |
| Heike Kamerlingh Onnes                          | 1853–1926           | holland                                  | Nobel-díjas |
| Lars Onsager                                    | 1903–1976           | norvég                                   |             |
| Robert Oppenheimer                              | 1904–1967           | amerikai                                 |             |
| Nicola Oresme                                   | 1325–1382           | francia                                  |             |
| Jurij Orlov                                     | 1924–               | orosz-amerikai                           |             |
| Douglas Osheroff                                | 1945–               | amerikai                                 | Nobel-díjas |
| Wilhelm Ostwald                                 | 1853–1932           | német                                    |             |
| Denis Papin                                     | 1647–1712           | francia                                  |             |
| Blaise Pascal                                   | 1623–1662           | francia                                  |             |
| Wolfgang Paul                                   | 1913–1993           | német                                    | Nobel-díjas |
| Wolfgang Ernst Pauli                            | 1900–1958           | osztrák                                  | Nobel-díjas |
| James Peebles                                   | 1935–               | kanadai-amerikai                         | Nobel-díjas |
| G. B. Pegram                                    | 1876–1958           | amerikai                                 |             |
| Rudolf Peierls                                  | 1907–1995           | német–angol                              |             |
| Roger Penrose                                   | 1931–               | brit                                     |             |
| Arno Allan Penzias                              | 1933–2024           | amerikai                                 | Nobel-díjas |
| Martin Lewis Perl                               | 1927–2014           | amerikai                                 | Nobel-díjas |
| Saul Perlmutter                                 | 1959–               | amerikai                                 | Nobel-díjas |
| Jean Baptiste Perrin                            | 1870–1942           | francia                                  | Nobel-díjas |
| Bernhard Philberth                              | 1927–2010           | német                                    |             |
| William Daniel Phillips                         | 1948–               | amerikai                                 | Nobel-díjas |
| Max Planck                                      | 1858–1947           | német                                    | Nobel-díjas |
| Gaston Planté                                   | 1834–1889           | francia                                  |             |
| Joseph Plateau                                  | 1801–1883           | belga                                    |             |
| Johann Poggendorff                              | 1796–1877           | német                                    |             |
| Henri Poincaré                                  | 1854–1912           | francia                                  |             |
| Hugh David Politzer                             | 1949–               | amerikai                                 | Nobel-díjas |
| John Polkinghorne                               | 1930–               | angol                                    |             |
| Claude Pouillet                                 | 1790–1868           | francia                                  |             |
| Cecil Frank Powell                              | 1903–1969           | angol                                    | Nobel-díjas |
| John Henry Poynting                             | 1852–1914           | brit                                     |             |
| Alekszandr Prohorov                             | 1916–2002           | ausztrál                                 | Nobel-díjas |
| William Prout                                   | 1785–1850           | angol                                    |             |
| Ivan Puljuj                                     | 1845–1918           | ukrán                                    |             |
| Michael Pupin                                   | 1858–1935           | szerb-amerikai                           |             |
| Edward Mills Purcell                            | 1912–1997           | amerikai                                 | Nobel-díjas |
| Hans Christian Ørsted                           | 1777–1851           | dán                                      |             |
| Didier Queloz                                   | 1966–               | svájci                                   | Nobel-díjas |
| Isidor Isaac Rabi                               | 1898–1988           | osztrák-amerikai                         | Nobel-díjas |
| James Rainwater                                 | 1917–1986           | amerikai                                 | Nobel-díjas |
| Chandrasekhara Venkata Raman                    | 1888–1970           | indiai                                   | Nobel-díjas |
| Norman F. Ramsey                                | 1915–2011           | amerikai                                 | Nobel-díjas |
| Hubert Reeves                                   | 1932–               | kanadai                                  |             |
| Henri Victor Regnault                           | 1810–1878           | francia                                  |             |
| Hans Reichenbach                                | 1891–1953           | német                                    |             |
| Frederick Reines                                | 1918–1998           | amerikai                                 | Nobel-díjas |
| Louis Rendu                                     | 1789–1859           | francia                                  |             |
| Osborne Reynolds                                | 1842–1912           | angol                                    |             |
| Robert Coleman Richardson                       | 1937–2013           | amerikai                                 | Nobel-díjas |
| Owen Willans Richardson                         | 1879–1952           | angol                                    |             |
| Burton Richter                                  | 1931–2018           | amerikai                                 | Nobel-díjas |
| Sally Ride                                      | 1951–2012           | amerikai                                 |             |
| Adam Riess                                      | 1969–               | amerikai                                 | Nobel-díjas |
| Johann Ritter                                   | 1776–1810           | német                                    |             |
| Heinrich Rohrer                                 | 1933–2013           | svájci                                   | Nobel-díjas |
| Hermann Rorschach                               | 1844–1922           |                                          |             |
| Marshall Rosenbluth                             | 1927–2003           | amerikai                                 |             |
| Carl-Gustav Arvid Rossby                        | 1898–1957           | svéd-amerikai                            |             |
| Józef Rotblat                                   | 1908–2005           | lengyel-brit                             |             |
| Wilhelm Conrad Röntgen                          | 1845–1923           | német                                    | Nobel-díjas |
| Carlo Rubbia                                    | 1934–               | olasz                                    | Nobel-díjas |
| David Ruelle                                    | 1935–               | belga-francia                            |             |
| Ernst Ruska                                     | 1906–1988           | német                                    | Nobel-díjas |
| Ernest Rutherford                               | 1871–1937           | új-zélandi-brit                          | Nobel-díjas |
| Janne Rydberg                                   | 1854–1919           | svéd                                     |             |
| Martin Ryle                                     | 1918–1984           | angol                                    | Nobel-díjas |
| Oscar Sala                                      | 1922–2010           | brazil                                   |             |
| Abdus Salam                                     | 1926–1996           | pakisztáni-brit                          | Nobel-díjas |
| Jack Sarfatti                                   | 1939–               | amerikai                                 |             |
| Isidor Sauers                                   | 1948–               | osztrák                                  |             |
| Felix Savart                                    | 1791–1841           | francia                                  |             |
| Hermann Schäffer                                | 1824–1900           | német                                    |             |
| Arthur L. Schawlow                              | 1921–1999           | amerikai                                 | Nobel-díjas |
| Brian P. Schmidt                                | 1967–               | amerikai                                 | Nobel-díjas |
| John Robert Schrieffer                          | 1931–2019           | amerikai                                 | Nobel-díjas |
| Erwin Schrödinger                               | 1887–1961           | osztrák                                  | Nobel-díjas |
| Melvin Schwartz                                 | 1932–2006           | amerikai                                 | Nobel-díjas |
| Julian Schwinger                                | 1918–1994           | amerikai                                 | Nobel-díjas |
| Emilio Segrè                                    | 1905–1989           | amerikai                                 | Nobel-díjas |
| Jens Seipenbusch                                | 1968–               | német                                    |             |
| Franco Selleri                                  | 1936–2013           | olasz                                    |             |
| Daniel Shechtman                                | 1941–               | izraeli                                  | Nobel-díjas |
| William Bradford Shockley                       | 1910–1989           | amerikai                                 | Nobel-díjas |
| Clifford Shull                                  | 1915–2001           | amerikai                                 | Nobel-díjas |
| Kai Siegbahn                                    | 1918–2007           | svéd                                     | Nobel-díjas |
| Manne Siegbahn                                  | 1918–2007           | svéd                                     | Nobel-díjas |
| Ernst Werner von Siemens                        | 1816–1892           | német                                    |             |
| Sin-Itiro Tomonaga                              | 1906–1979           | japán                                    | Nobel-díjas |
| John C. Slater                                  | 1900–1976           | amerikai                                 |             |
| George E. Smith                                 | 1930–               | amerikai, Nobel-díjas                    |             |
| Lee Smolin                                      | 1955–               | amerikai                                 |             |
| George Smoot                                    | 1945–               | amerikai                                 | Nobel-díjas |
| Willebrord Snel van Royen (Willebrord Snellius) | 1580–1626           | holland                                  |             |
| Javier Solana                                   | 1942–               | spanyol                                  |             |
| Arnold Sommerfeld                               | 1868–1951           | német                                    |             |
| Johannes Stark                                  | 1874–1957           | német                                    | Nobel-díjas |
| Josef Stefan                                    | 1835–1893           | osztrák                                  |             |
| Jack Steinberger                                | 1921–2020           | német–amerikai                           | Nobel-díjas |
| Karl August von Steinheil                       | 1801–1870           | német                                    |             |
| Otto Stern                                      | 1888–1969           | német                                    | Nobel-díjas |
| George Gabriel Stokes                           | 1819–1903           | ír-brit                                  |             |
| Horst Störmer                                   | 1949–               | német                                    | Nobel-díjas |
| Donna Strickland                                | 1959–               | kanadai                                  | Nobel-díjas |
| John Strutt                                     | Lord Rayleigh       | (1842–1919), brit                        | Nobel-díjas |
| Joseph Wilson Swan                              | 1828–1914           | angol                                    |             |
| Andrej Dmitrijevics Szaharov                    | 1929–1989           | orosz                                    |             |
| Oleg Szuskov                                    | ~1950–              | orosz-ausztrál                           |             |
| Igor Tamm                                       | 1895–1971           | orosz                                    | Nobel-díjas |
| Joseph Hooton Taylor Jr.                        | 1941–               | amerikai                                 | Nobel-díjas |
| Richard E. Taylor                               | 1929–2018           | kanadai                                  | Nobel-díjas |
| Max Tegmark                                     | 1967–               | svéd-amerikai                            |             |
| Nikola Tesla                                    | 1856–1943           | szerb-amerikai                           |             |
| George Paget Thomson                            | 1892–1975           | angol                                    | Nobel-díjas |
| Joseph John Thomson                             | 1856–1940           | angol                                    | Nobel-díjas |
| William Thomson                                 | Lord Kelvin         | (1824–1907), brit                        |             |
| Gerardus 't Hooft                               | 1946–               | holland                                  | Nobel-díjas |
| Kip Thorne                                      | 1940–               | amerikai                                 | Nobel-díjas |
| David J. Thouless                               | 1934–2019           | brit                                     | Nobel-díjas |
| Samuel C. C. Ting                               | 1935–               | kínai-amerikai                           | Nobel-díjas |
| August Toepler                                  | 1836–1912           | német                                    |             |
| Evangelista Torricelli                          | 1608–1647           | olasz                                    |             |
| Bruno Touschek                                  | 1921–1978           | olasz                                    |             |
| Charles H. Townes                               | 1915–2015           | amerikai                                 | Nobel-díjas |
| Johann Georg Tralles                            | 1763–1822           | német                                    |             |
| Sam Treiman                                     | 1926–1999           | amerikai                                 |             |
| Gleb Vatagin                                    | 1896–19?            |                                          |             |
| Szergej Ivanovics Vavilov                       | 1891–1951           | orosz                                    |             |
| Martinus Veltman                                | 1931–2021           | holland                                  | Nobel-díjas |
| Gabriele Veneziano                              | 1942–               | olasz                                    |             |
| Giovanni Battista Venturi                       | 1746–1822           | olasz                                    |             |
| Émile Verdet                                    | 1824–1866           | francia                                  |             |
| Vincenzo Viviani                                | 1622–1703           | olasz                                    |             |
| John H. van Vleck                               | 1899–1980           | amerikai                                 | Nobel-díjas |
| Alessandro Volta                                | 1745–1827           | olasz                                    |             |
| Ernest Walton                                   | 1903–1995           | ír                                       | Nobel-díjas |
| John James Waterston                            | 1811–1883           | angol                                    |             |
| Robert Alexander Watson-Watt                    | 1892–1973           | skót-brit                                |             |
| James Watt                                      | 1736–1819           | angol                                    |             |
| Denis Weaire                                    | 1942–               | ír                                       |             |
| Wilhelm Eduard Weber                            | 1804–1891           | német                                    |             |
| Steven Weinberg                                 | 1933–2021           | amerikai                                 | Nobel-díjas |
| Rainer Weiss                                    | 1932–               | amerikai                                 | Nobel-díjas |
| Victor Frederick Weisskopf                      | 1908–2002           | osztrák-amerikai                         |             |
| Frank Wentz                                     | ?                   | amerikai                                 |             |
| Charles Wheatstone                              | 1802–1875           | angol                                    |             |
| John Archibald Wheeler                          | 1911–2008           | amerikai                                 |             |
| Carl Wieman                                     | 1951–               | amerikai                                 | Nobel-díjas |
| Wilhelm Wien                                    | 1864–1928           | német                                    | Nobel-díjas |
| Frank Wilczek                                   | 1951–               | amerikai                                 | Nobel-díjas |
| Charles Wilson                                  | 1869–1959           | brit                                     | Nobel-díjas |
| Kenneth Geddes Wilson                           | 1936–2013           | amerikai                                 | Nobel-díjas |
| Robert R. Wilson                                | 1914–2000           | amerikai                                 |             |
| Robert Woodrow Wilson                           | 1936–               | amerikai                                 | Nobel-díjas |
| Edward Witten                                   | 1951–               | amerikai                                 |             |
| Lincoln Wolfenstein                             | 1923–2015           | amerikai                                 |             |
| William Wollaston                               | 1766–1828           |                                          |             |
| Robert W. Wood                                  | 1868–1955           | amerikai                                 |             |
| Rosalyn Sussman Yalow                           | 1921–2011           | amerikai                                 |             |
| Thomas Young                                    | 1773–1829           | brit                                     |             |
| Pieter Zeeman                                   | 1865–1943           | holland                                  | Nobel-díjas |
| Frits Zernike                                   | 1888–1960           | holland                                  | Nobel-díjas |
| Jakov Boriszovics Zeldovics                     | 1914–1987           | orosz                                    |             |
| Clarence Zener                                  | 1905–1993           | amerikai                                 |             |
| Nyikolaj Jegorovics Zsukovszkij                 | 1847–1921           | orosz                                    |             |